# 石板水库 (平山)
石板水库位于中国河北省平山县孟家庄镇，是以发电、灌溉为主，兼有发电、养殖等功能的中型水库。